# Улица Степана Бандеры (Чернигов)
Улица Степана Бандеры (до 2024 года — улица Попова) (укр. Вулиця Степана Бандери) — улица в Новозаводском районе города Чернигова, исторически сложившаяся местность (район) Старая Подусовка. Пролегает от улицы Леонида Пашина до перекрёстка улиц Народного движения (Циолковского) и Текстильщиков.
Примыкают улицы Днепровская, Задорожная (Тургенева), Танкистов.

## История
Новоокружная улица была проложена в 1930-е годы.
В 1955 году был основан «Ремонтно-механический завод» Главного управления лесозаготовительных организаций Министерства городского и сельского строительства УССР. Изначально предприятие занималось ремонтом автомобилей и тракторов. В период 1976—1977 годы была проведена реконструкция, построен ряд новых корпусов. С 1977 года называется «Черниговский завод металлоконструкций и металлооснащения» (дом № 18, хотя в издании «Чернігівщина: Енциклопедичний довідник» указывается дом № 1 улицы Циолковского), а с 1984 года является экспериментальным заводом Главного управления механизации строительства Министерства промышленного строительства УССР.
В 1960 году Новоокружная улица переименована на улица Попова — в честь русского физика и электротехника Александра Степановича Попова.
С целью проведения политики очищения городского пространства от топонимов, которые возвеличивают, увековечивают, пропагандируют или символизируют Российскую Федерацию и Республику Беларусь, 10 июля 2024 года улица получила современное название — в честь украинского политического деятеля Степана Андреевича Бандеры, согласно Решению Черниговского городского совета № 41/VIII-7 «Про переименование улиц в городе Чернигове» («Про перейменування вулиць у місті Чернігові»).

## Застройка
Улица пролегает от административной границы Черниговского горсовета с Черниговским районом в восточном направлении к ж/д линии Чернигов—Горностаевка, затем делает поворот в южном направлении и тянется параллельно ж/д линии. Парная и непарная стороны улицы заняты территорией промышленных предприятий, складов и баз; после примыкания улицы Тургенева непарная сторона занята усадебной, частично малоэтажной и многоэтажной жилой застройкой. 
Учреждения: (все кроме дома № 63 расположены на парной стороне улицы)
1. дом № 2А — «Зерно-Агротрейд» (база снабжения)
2. дом № 3 — управление механизации строительства «Черниговстрой»
3. дом № 5 — «Черниговский завод стройматериалов № 2»
4. дом № 6 — «Черниговский кирпичный завод»
5. дом № 6А — домостроительный комбинат
6. дом № 8А — Черниговское РСУ
7. дом № 18 — «Черниговский завод металлоконструкций и металлооснащения»
8. дом № 63 — «Чернигов вторчермет»